# Rakbladstråd

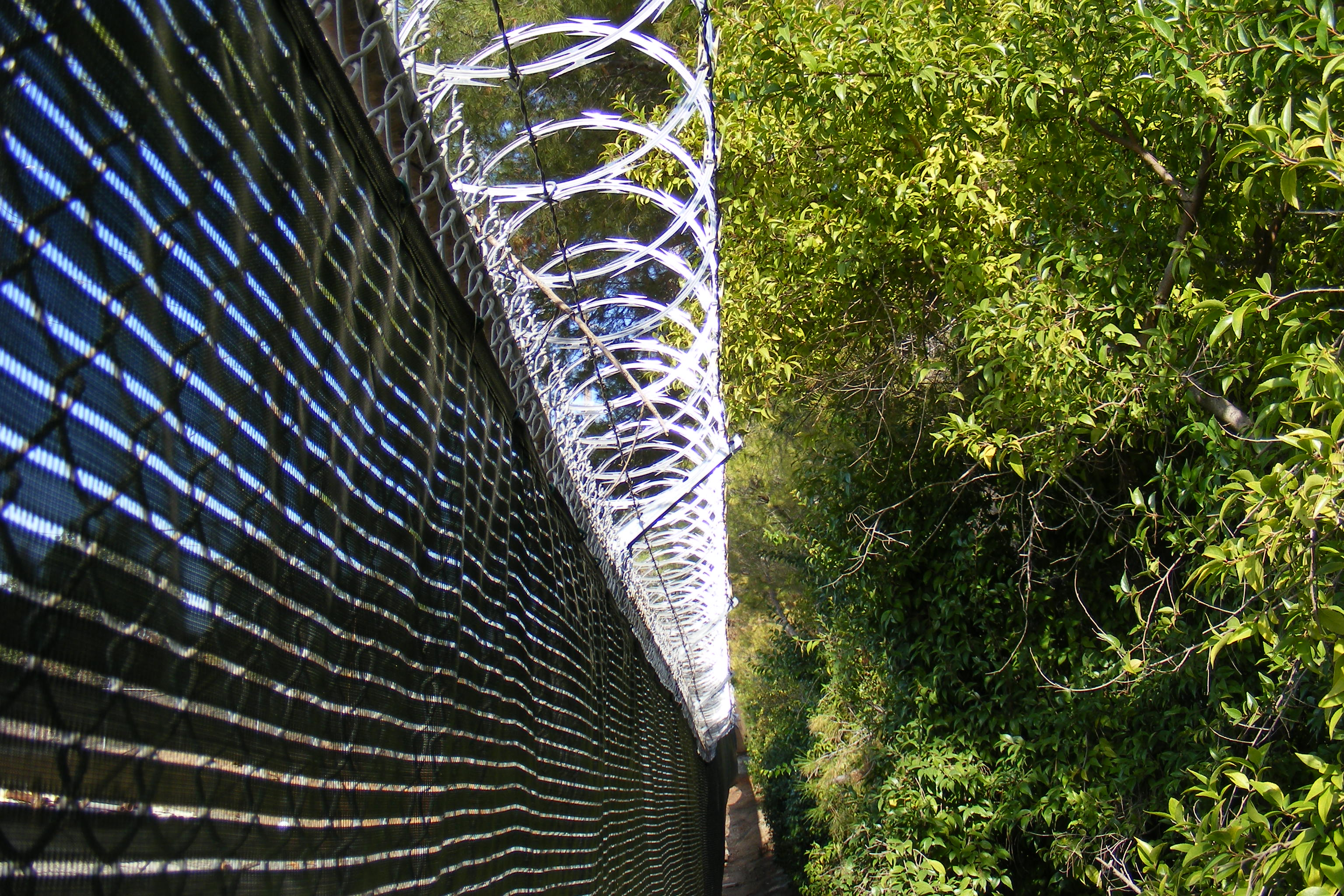
Stängsel med rakbladstråd högst upp.

Rakbladstråd är en typ av stängsel som liknar taggtråd i funktion och utseende men som är beklädd med vassa blad istället för taggar, ämnade att orsaka skärsår vid kontakt.
En variant är rakbladstråd av ”concertina”-typ (concertinatråd), rakbladstråd som kommer på rullar och dras ut likt ett concertinadragspel.